# Ajayi Agbebaku
Ajayi Agbebaku (Benin City, 6 gennaio 1955) è un ex triplista e lunghista nigeriano.

## Biografia
Nel 1979 prese parte ai campionati africani di atletica leggera di Dakar, conquistando la medaglia d'oro sia nel salto in lungo che nel salto triplo. Quattro anni dopo fu medaglia d'oro nel salto triplo alle Universiadi di Edmonton con la misura di 17,26 m, sua migliore prestazione personale, e pochi mesi dopo fu medaglia di bronzo nella medesima specialità ai campionati mondiali di Helsinki 1983.
Nel 1984 tornò a gareggiare nel salto triplo ai campionati africani di Rabat, portando a casa la medaglia d'argento. Lo stesso anno partecipò ai Giochi olimpici di Los Angeles classificandosi settimo.

## Palmarès
| Anno | Manifestazione      | Sede         | Evento         | Risultato | Prestazione | Note |
| ---- | ------------------- | ------------ | -------------- | --------- | ----------- | ---- |
| 1979 | Campionati africani | Dakar        | Salto in lungo | Oro       | 7,94 m      |      |
| 1979 | Campionati africani | Dakar        | Salto triplo   | Oro       | 16,82 m     |      |
| 1983 | Universiadi         | Edmonton     | Salto triplo   | Oro       | 17,26 m     |      |
| 1983 | Mondiali            | Helsinki     | Salto triplo   | Bronzo    | 17,18 m     |      |
| 1984 | Campionati africani | Rabat        | Salto triplo   | Argento   | 16,96 m     |      |
| 1984 | Giochi olimpici     | Los Angeles  | Salto triplo   | 7º        | 16,67 m     |      |
| 1987 | Mondiali indoor     | Indianapolis | Salto triplo   | NC (q)    | dns         |      |
| 1987 | Mondiali            | Roma         | Salto triplo   | 27º (q)   | 15,66 m     |      |